# Saint-Lizier
Saint-Lizier (gascognisch Sent Líser) ist ein südfranzösischer Ort und eine Gemeinde mit 1.384 Einwohnern (Stand 1. Januar 2022) in der historischen Provinz Couserans im Département Ariège. Der Ort war bis zur Französischen Revolution Bischofssitz und lag südlich einer Nebenstrecke des Jakobswegs (Via Tolosana). Im Jahr 1998 wurden die beiden früheren Kathedralen, der Bischofspalast und die Überreste der Stadtmauer von der UNESCO als Welterbe-Stätten im Zusammenhang mit den Wegen der Jakobspilger in Frankreich eingestuft.

## Lage und Klima
Der Ort Saint-Lizier liegt im Pyrenäenvorland auf dem Ostufer des Flusses Salat in einer Höhe von ca. 420 m. Nächstgrößere Stadt ist das gut 100 km (Fahrtstrecke) nördlich gelegene Toulouse; der Nachbarort Saint-Girons liegt nur ca. 3 km südlich. Das Klima ist gemäßigt bis warm; Regen (ca. 800 mm/Jahr) fällt übers Jahr verteilt.

## Bevölkerungsentwicklung
| Jahr                      | 1800 | 1851 | 1901 | 1954 | 1999 | 2017 |
| Einwohner                 | 1049 | 1295 | 1273 | 1348 | 1592 | 1367 |
| Quelle: Cassini und INSEE |      |      |      |      |      |      |

Trotz der Freisetzung von Arbeitskräften in den Landgemeinden infolge der Mechanisierung der Landwirtschaft ist die Bevölkerungszahl des Ortes im 19. und 20. Jahrhundert kaum angestiegen.

## Wirtschaft
Obwohl Agrarwirtschaft und Viehzucht immer noch das wirtschaftliche Leben bestimmen, hat der Tourismus seit dem ausgehenden 20. Jahrhundert einen bedeutenden Aufschwung genommen.

## Geschichte
Schon in gallorömischer Zeit war Saint-Lizier als Hauptsitz der Consoranni, eines Volkes, das am Fuß der Pyrenäen lebte, ein wichtiger Ort. Im Jahr 72 v. Chr. machte der römische Feldherr Pompeius hier Rast, als er von seinem Sieg über Quintus Sertorius in Spanien nach Rom zurückkehrte.
Bereits im 5. Jahrhundert wurde der Ort Sitz des Bistums Couserans, des ältesten in der Region Ariège. Der erste bekannte Bischof war Valerius (französisch Saint Valier); ihm folgte der namengebende hl. Glycerius (französisch Saint Lizier), der im Jahr 506 an der Synode von Agde teilnahm.
Seit dem Mittelalter besteht Saint-Lizier aus zwei getrennten Quartieren – zum einen der bischöflichen Oberstadt, die noch heute von gallorömischen Mauern umgeben ist; hier befindet sich die ehemalige Kathedrale Notre-Dame de la Sède. Dagegen gilt die Unterstadt bis zum Salat als Bürgerstadt. Im Jahr 1655 wurden die beiden Stadtviertel von Bischof Auger de Montfaucon zusammengelegt. Das Bistum wurde durch das Konkordat von 1801 zwischen Napoleon und dem Heiligen Stuhl aufgehoben.

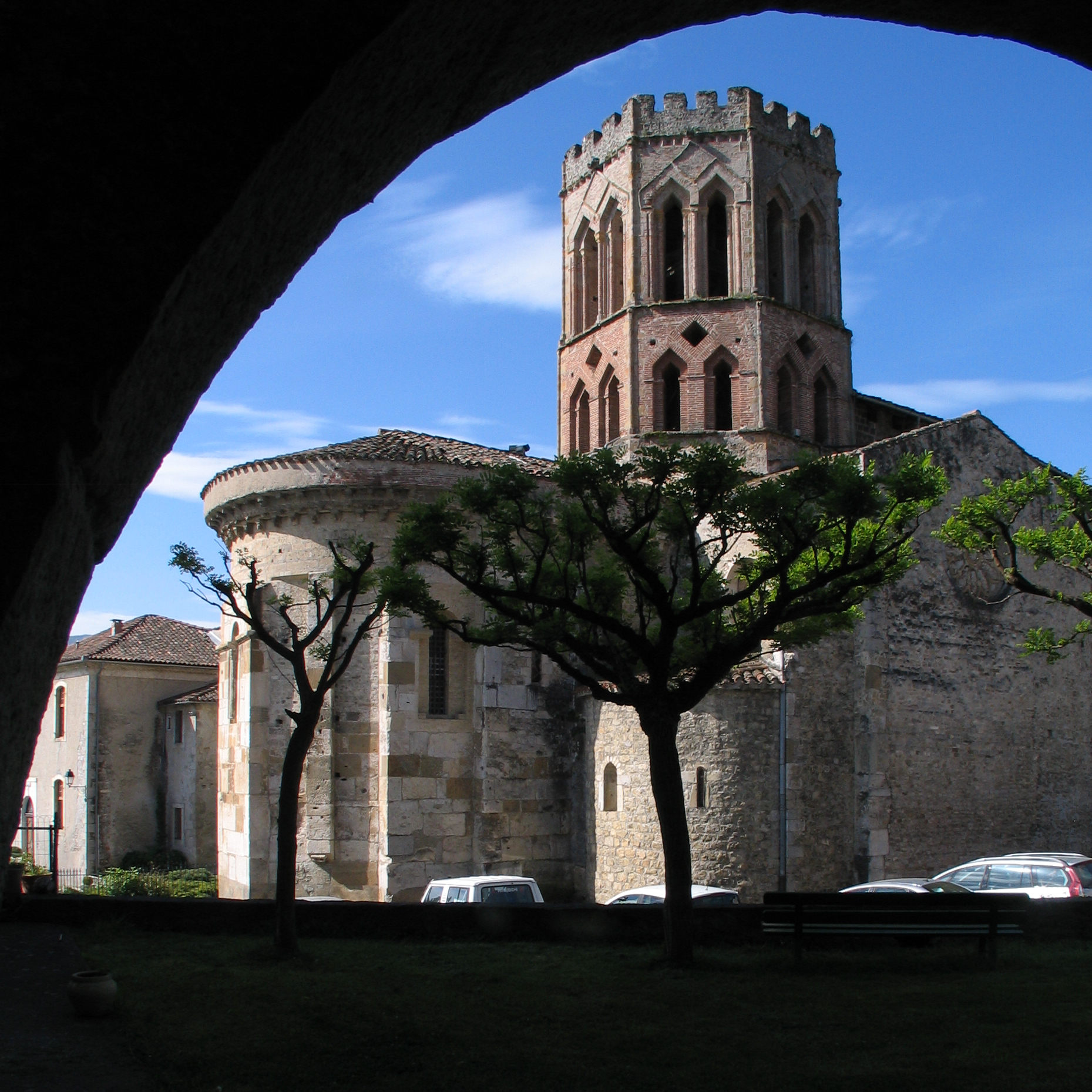
Ehem. Kathedrale Saint-Lizier

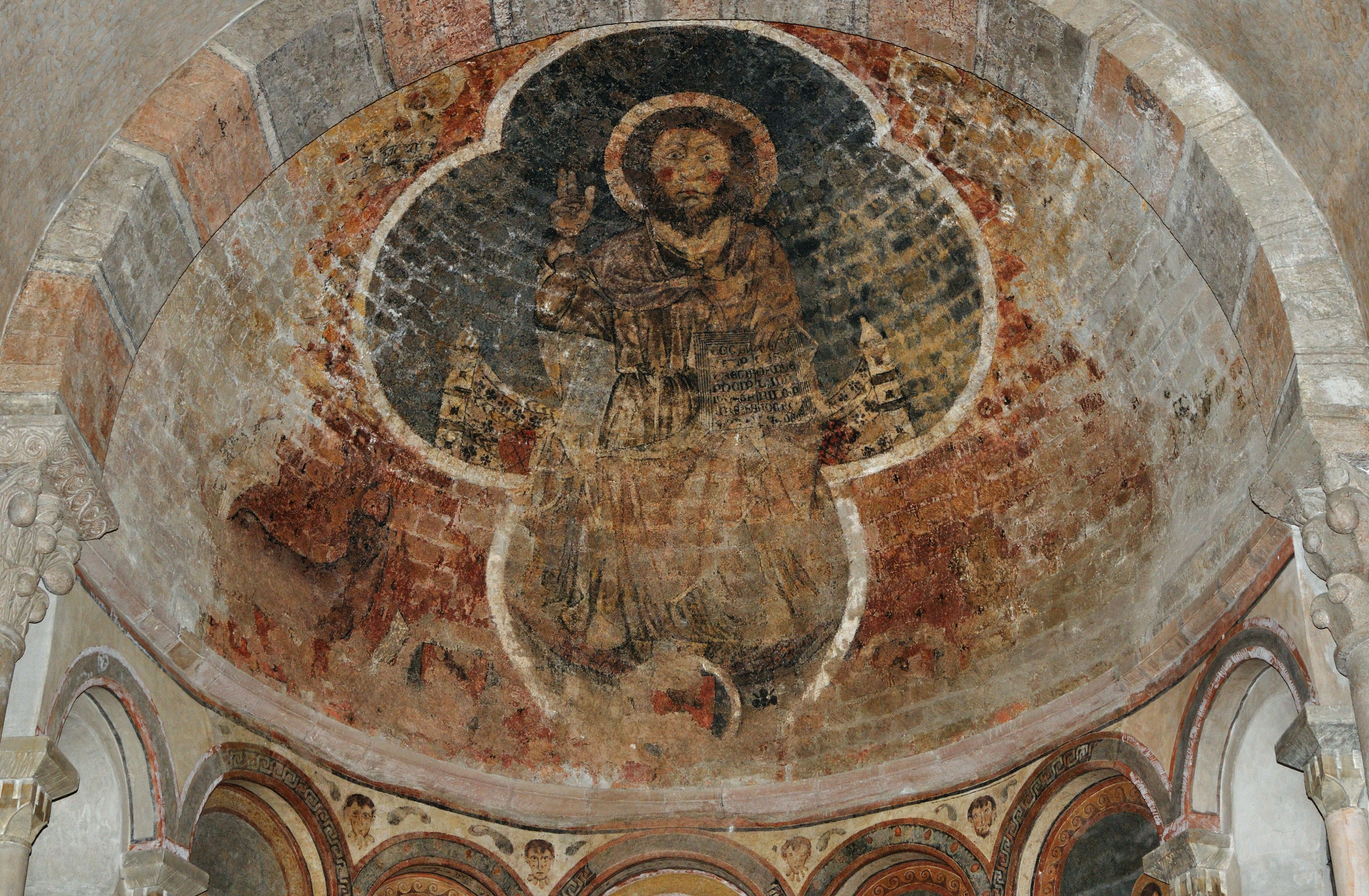
Dto., Apsisfresko

## Sehenswürdigkeiten
- Von der gallorömischen Stadtmauer sind noch Teilstücke zu sehen. Bemerkenswert ist der Wechsel zwischen Bruch- und Ziegelsteinen.
- Die ehemalige Kathedrale Saint-Lizier erhebt sich über dem Grab des Heiligen; sie wurde im 11. Jahrhundert erbaut, im Jahr 1117 geweiht und war bis 1655 Kathedrale. Nach Neuerungen im 14. und 15. Jahrhundert sind am Kirchenbau nur noch die Ostteile romanisch. Das einschiffige Langhaus mit drei Jochen schließt mit drei Apsiden ab. Im Chor der zentralen Apsis sind Fresken vom Beginn des 12. Jahrhunderts erhalten, die in der unteren Reihe Ereignisse der Kindheit Jesu und darüber acht Apostel zeigen; die Apsiskalotte zeigt ein Fresko mit der Darstellung Christi in einer vierpassförmigen Mandorla als Weltenherrscher (Pantokrator). Auf der Südseite der Kirche befindet sich der kleine Kreuzgang (cloître) aus dem 12./13. Jahrhundert, der als das bedeutendste romanische Zeugnis der Region gilt. Bemerkenswert sind die beiden auf achteckigem Grundriss im Stil der Jakobinerkirche von Toulouse erbauten und in einem Zinnenkranz endenden Obergeschosse des Glockenturms (clocher).
- Die ehemalige Kathedrale Notre-Dame-de-la-Sède ist ein überwiegend gotischer Bau des 13./14. Jahrhunderts. Ungewöhnlich ist der Rundturm über der Apsis. Das Kirchenschiff war ehemals komplett mit Malereien bedeckt.
- Die Kapelle Notre-Dame du Marsan wird alljährlich an Pfingstdonnerstag im Rahmen einer Prozession besucht.
- Im ehemaligen Bischofspalast (Palais épiscopal) befindet sich heute ein Museum zur Regionalgeschichte (musée départemental).
- Im ehemaligen Hôtel Dieu ist u. a. eine Apotheke des 18. Jahrhunderts zu sehen.

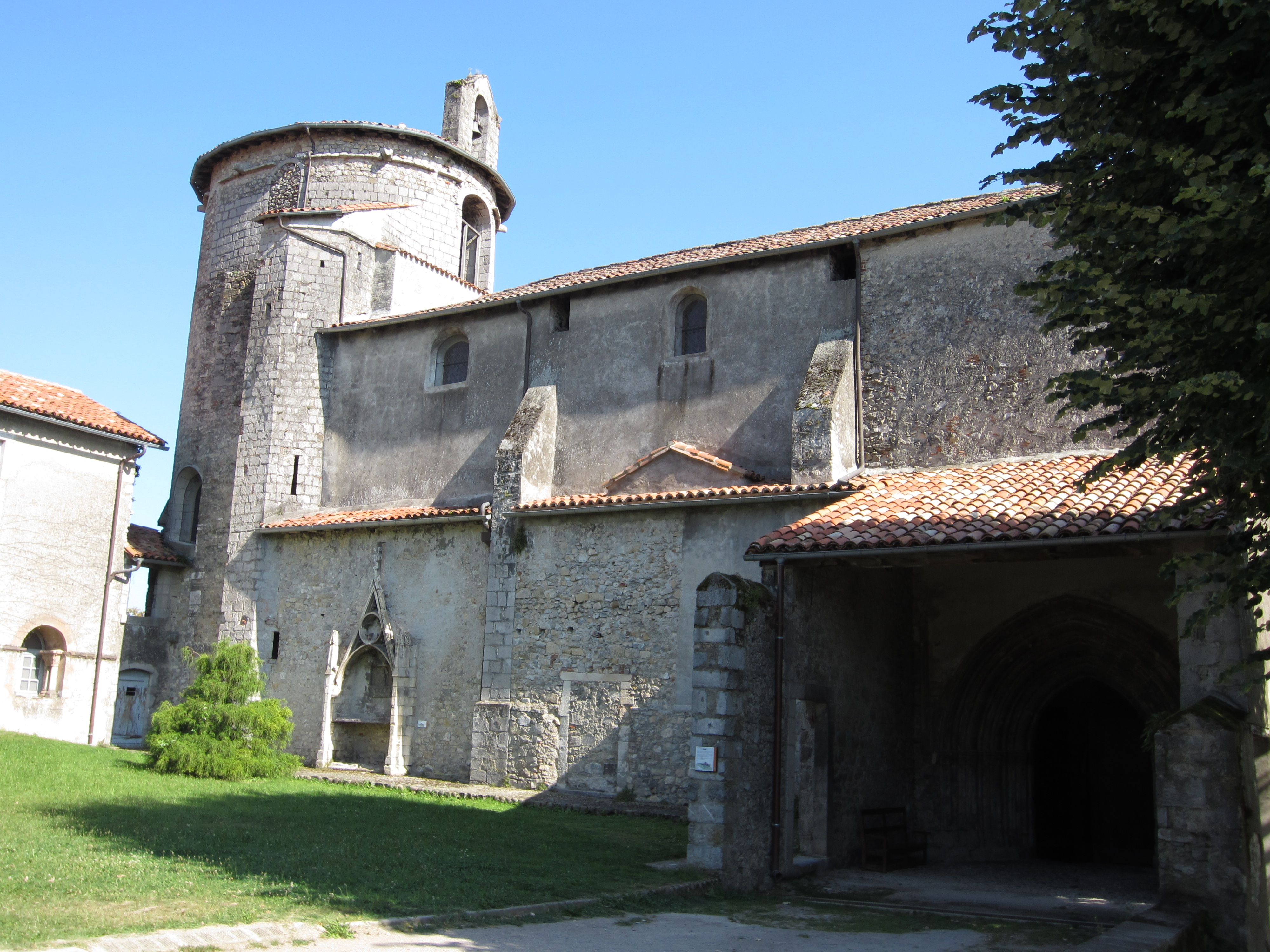
ehem. Kathedrale Notre-Dame de la Sède
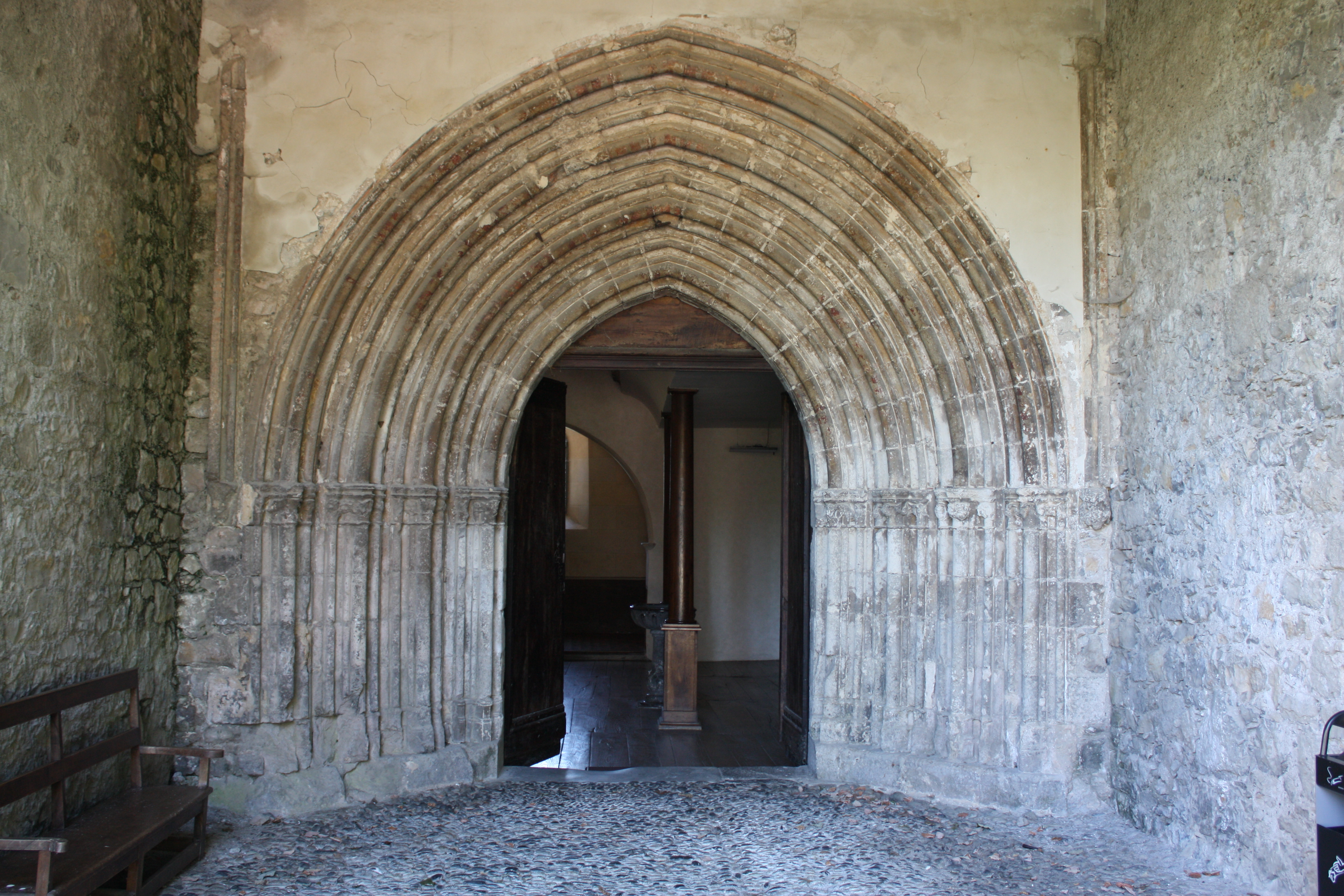
dto., Portal
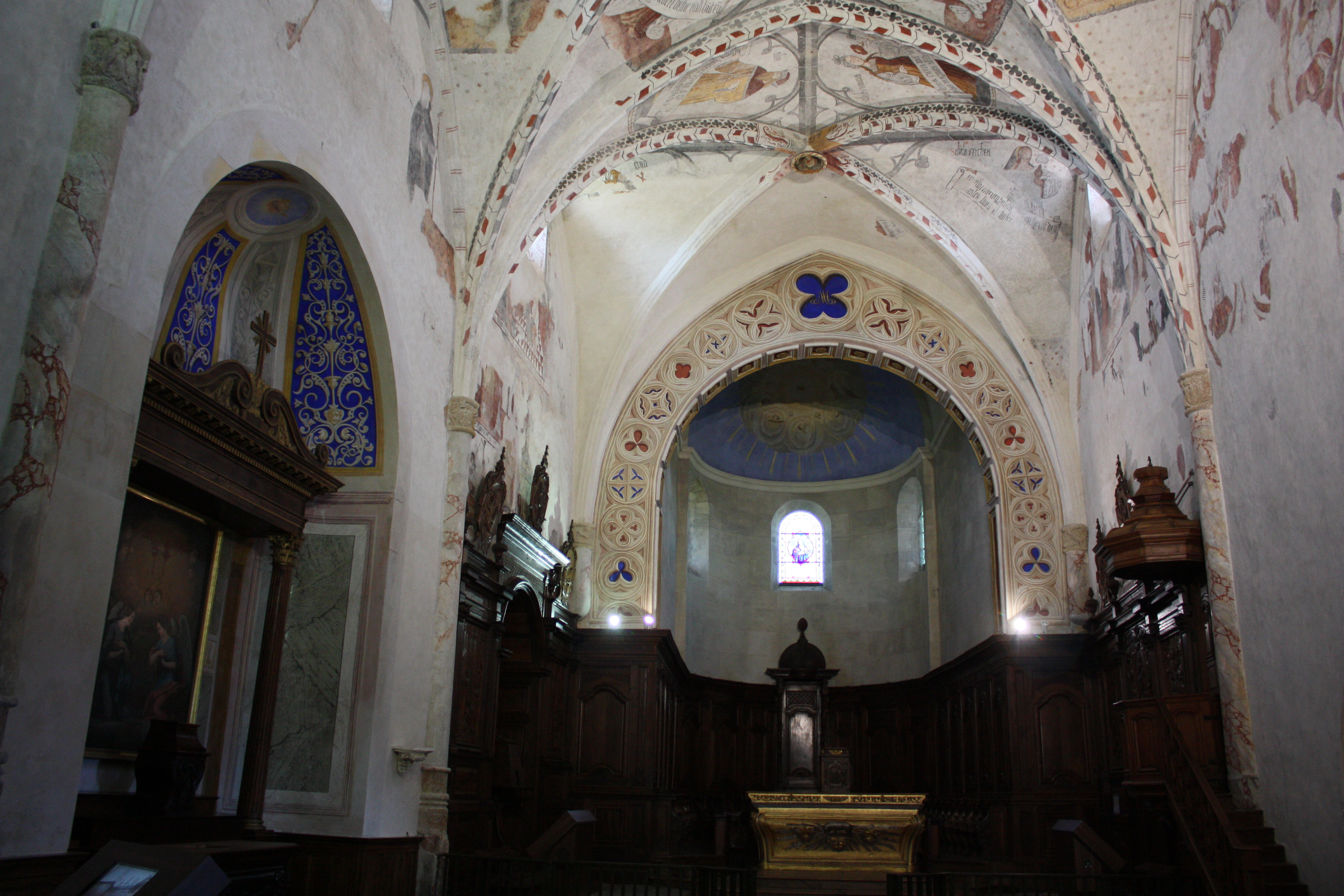
dto. Kirchenschiff
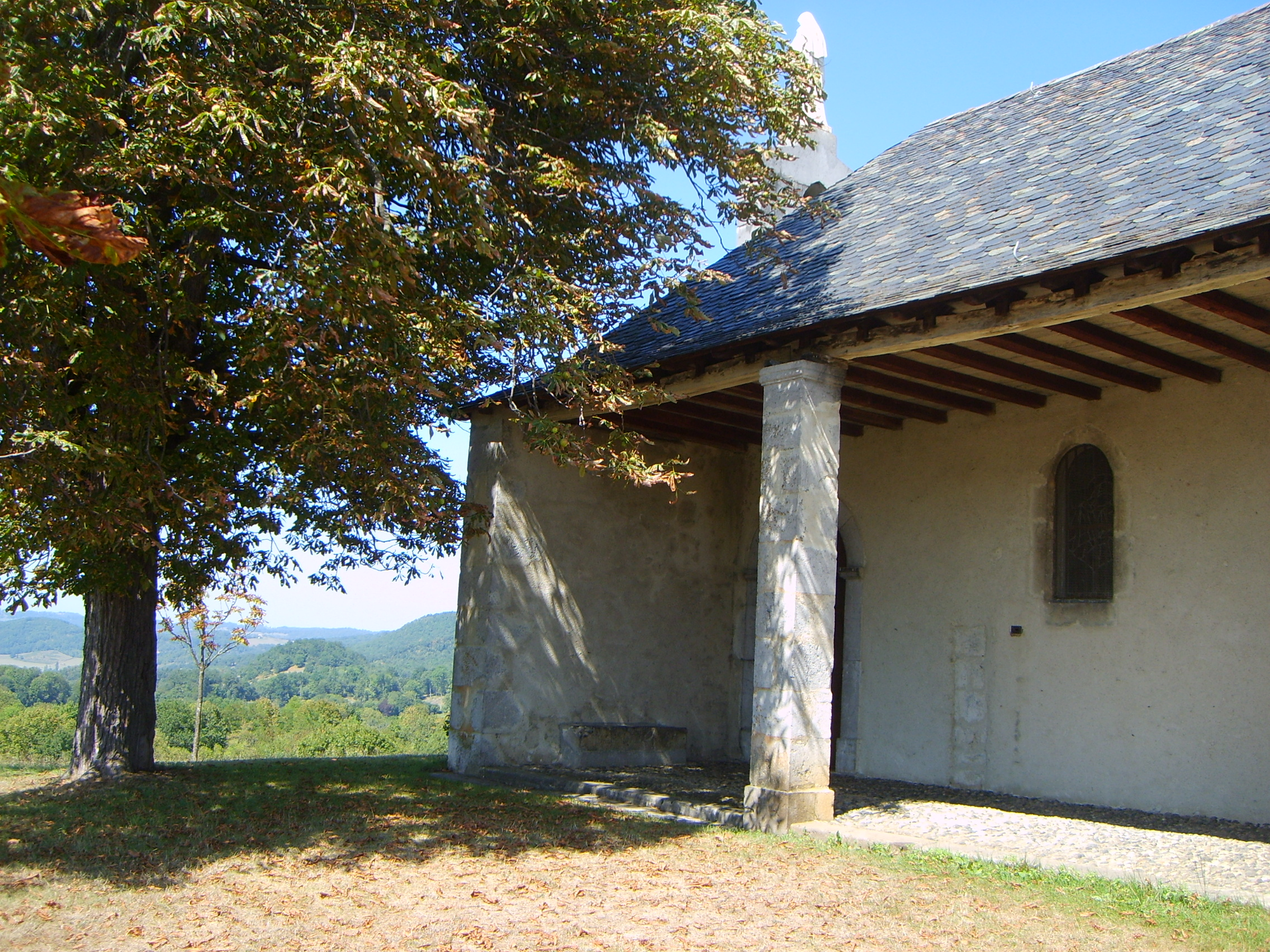
Kapelle Notre-Dame du Marsan